# ルビー・ローズ
ルビー・ローズ・ランゲンハイム（英: Ruby Rose、1986年3月20日 - ）は、オーストラリア出身のアーティスト、モデル、俳優、テレビ司会者。ウィルヘルミーナ・モデルズ所属。
MTVオーストラリアのプレゼンター（2007年～2011年）として注目を集め、その後、オーストラリアの「メイベリン・ニューヨーク」のイメージキャラクターを務めるなど、注目を集めるモデルとして活躍してきた。また、「Australia's Next Top Model」（2009年）や「The Project」（2009年～2011年）など、さまざまなテレビ番組で共同司会を務めていた。
2008年以降、女優としてのキャリアを追求するようになった。映画『Around the Block』（2013年）で小さな役を演じ、Netflixシリーズ『オレンジ・イズ・ニュー・ブラック』（2015-16年）のシーズン3に出演したことで、広く注目されるようになった。また、アクション映画『バイオハザード: ザ・ファイナル』（2016年）、『トリプルX:再起動』（2017年）、『ジョン・ウィック:チャプター2』（2017年）に出演したほか、ミュージカルコメディ『ピッチ・パーフェクト ラストステージ』（2017年）やモンスター映画『MEG ザ・モンスター』（2018年）に出演した。また、CWのテレビシリーズ『BATWOMAN/バットウーマン』の第1シーズン（2019～20年）では、主役のケイト・ケイン/バットウーマンを演じた。

## 来歴
アーティストである母カティア・ランハイムに育てられた。幼少期は、ヴィクトリア郊外、タスマニア、サーファーズパラダイス等を転々とし、最終的にメルボルンに落ち着いた。ライオネル・ローズの名付け子であり、ガリポリの戦いの生存者であるアレク・キャンベルの曾孫である。身体の至る所にタトゥーを入れており、右腕には日本のアニメ『キャッ党忍伝てやんでえ』や『鉄腕アトム』のイラストのタトゥーを入れている。

## 人物
性的少数者であり、12歳の時にレズビアンであるとカミングアウトした。また、自身の性別については ジェンダーフルイドと公表している。

## 主な出演作品

### 映画
| 公開年 | 邦題 原題                                                       | 役名               | 備考     | 吹替       |
| ------ | --------------------------------------------------------------- | ------------------ | -------- | ---------- |
| 2013   | Around the Block                                                | Hannah             |          | N/A        |
| 2016   | バイオハザード: ザ・ファイナル Resident Evil: The Final Chapter | アビゲイル         |          | 野一祐子   |
| 2017   | トリプルX:再起動 xXx: Return of Xander Cage                     | アデル・ウルフ     |          | 東内マリ子 |
| 2017   | ジョン・ウィック:チャプター2 John Wick: Chapter 2               | アレス             |          | N/A        |
| 2017   | ピッチ・パーフェクト ラストステージ Pitch Perfect 3             | カラミティ         |          | 西島麻紘   |
| 2018   | MEG ザ・モンスター The Meg                                      | ジャックス・ハード |          | 清水はる香 |
| 2020   | Cranston Academy: Monster Zone                                  | Liz                | 声の出演 | N/A        |
| 2020   | ドアマン The Doorman                                            | アリ               |          | 小松由佳   |
| 2021   | SAS: 反逆のブラックスワン SAS: Red Notice                       | グレース・ルイス   |          | 志田有彩   |
| 2021   | ヴァンキッシュ Vanquish                                         | ビッキー           |          | 弘松芹香   |
| 2021   | バトル・クルーズ Stowaway                                       | ベラ               |          | 東内マリ子 |
| 2022   | ワン・アップ 1UP                                                | パーカー           |          | N/A        |

### テレビシリーズ
| 放映年    | 邦題 原題                                                | 役名                            | 備考 | 吹替         |
| --------- | -------------------------------------------------------- | ------------------------------- | --- | ------------ |
| 2015-2016 | オレンジ・イズ・ニュー・ブラック Orange Is the New Black | ステラ・カーリン                | 計9話出演 | 鶏冠井美智子 |
| 2018-2019 | THE FLASH/フラッシュ The Flash                           | ケイト・ケイン / バットウーマン | 第5シーズン第9話「エルスワールド パート1」（クレジットなし） 第6シーズン第9話「クライシス・オン・インフィニット・アース パート3」 |              |
| 2018-2019 | ARROW/アロー Arrow                                       | ケイト・ケイン / バットウーマン | 第7シーズン第9話「エルスワールド パート2」 第8シーズン第8話「クライシス・オン・インフィニット・アース パート4」                   |              |
| 2018-2019 | SUPERGIRL/スーパーガール Supergirl                       | ケイト・ケイン / バットウーマン | 第4シーズン第9話「エルスワールド パート3」 第5シーズン第9話「クライシス・オン・インフィニット・アース パート1」                   |              |
| 2019-2020 | BATWOMAN/バットウーマン Batwoman                         | ケイト・ケイン / バットウーマン | 主演（シーズン1、計20話出演） | 沢城みゆき   |
| 2020      | レジェンド・オブ・トゥモロー Legends of Tomorrow         | ケイト・ケイン / バットウーマン | 第5シーズン第1話「クライシス・オン・インフィニット・アース パート5」                                                              |              |